# Martin Wetzel
Martin Wetzel (* 17. Dezember 1929 in Schönebeck (Elbe); † 11. September 2008 in Halle (Saale)) war ein deutscher Bildhauer und Grafiker.

## Leben und Wirken
Martin Wetzel erlernte zunächst den Beruf des Ofensetzers und arbeitete bis 1952 als Modelleur. Von 1952 bis 1958 studierte er bei Gustav Weidanz, dessen letzter Schüler er war, an der Kunsthochschule Burg Giebichenstein. Ab 1959 war er dort in der Lehre tätig, ab 1974 als Leiter des Fachbereichs Keramik und 1975 bis 1994 als Professor. Zu seinen Schülerinnen und Schülern gehörten u. a. Judith Püschel und Renée Reichenbach.
In Halle (Saale) wurden über zehn von Martin Wetzel geschaffene Kunstwerke aufgestellt. Zumeist handelt es sich um Bronze-Plastiken und Bronze-Reliefs. 1994 wurde das Bodenreformdenkmal in Merseburg (West) abgerissen. Opfer von Vandalismus wurden Vater und Sohn (2007) und das Liebespaar (2007) in Halle (Saale). Beide Plastiken wurden 2009 wieder aufgestellt. Die meisten seiner Werke stehen in Halle, Rostock, Dessau und Chemnitz. In Erfurt befinden sich die Skulpturen Lesender, Kaffeetrinkerin, Flora und Schwimmerinnen.
Wetzel hatte in der DDR eine bedeutende Zahl von Einzelausstellungen und Ausstellungsbeteiligungen, u. a. von 1962 bis 1988 an allen sechs Deutschen Kunstausstellungen bzw. Kunstausstellungen der DDR in Dresden.

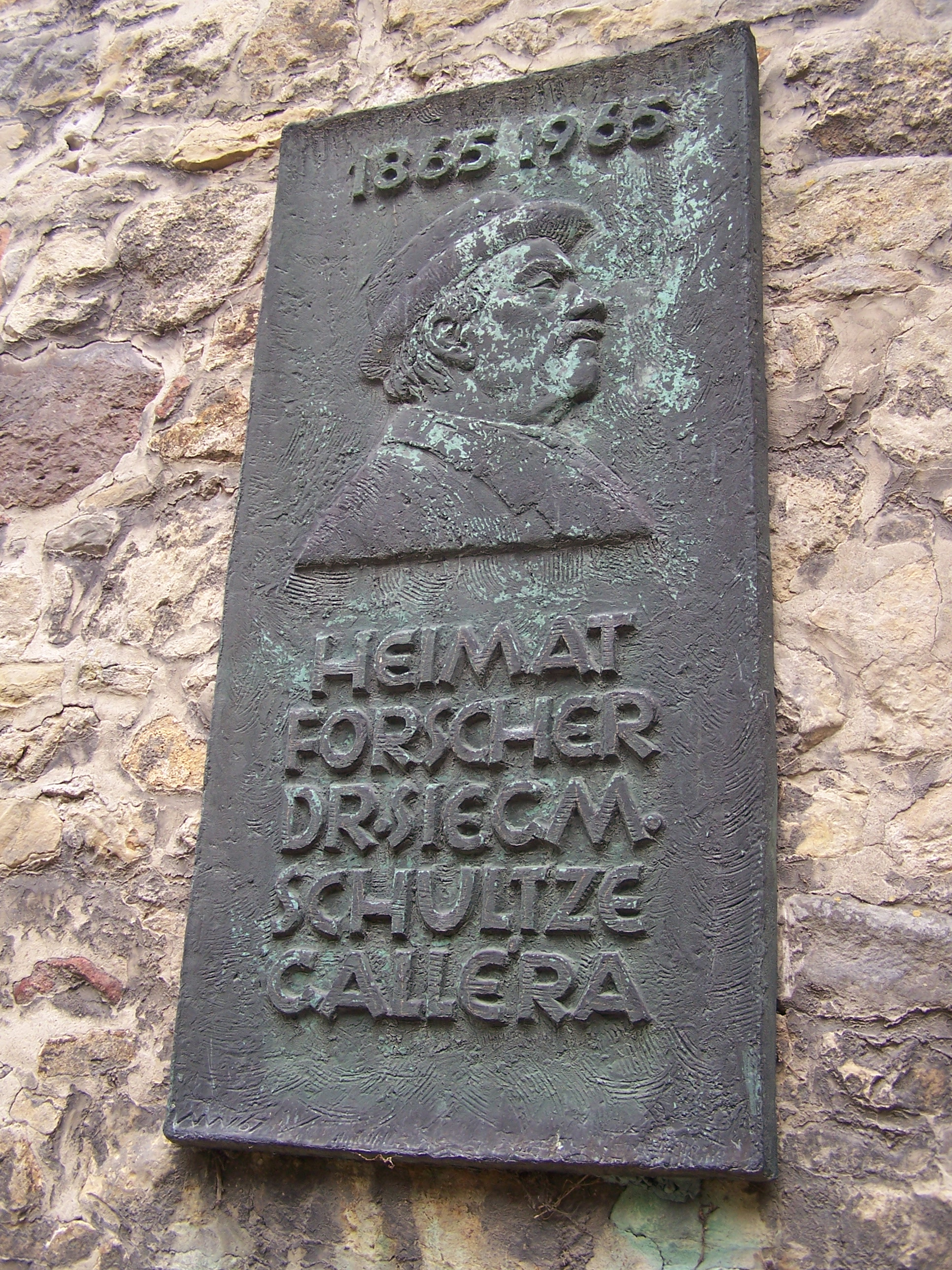
Schultze-Gallera-Gedenktafel Halle-Granau

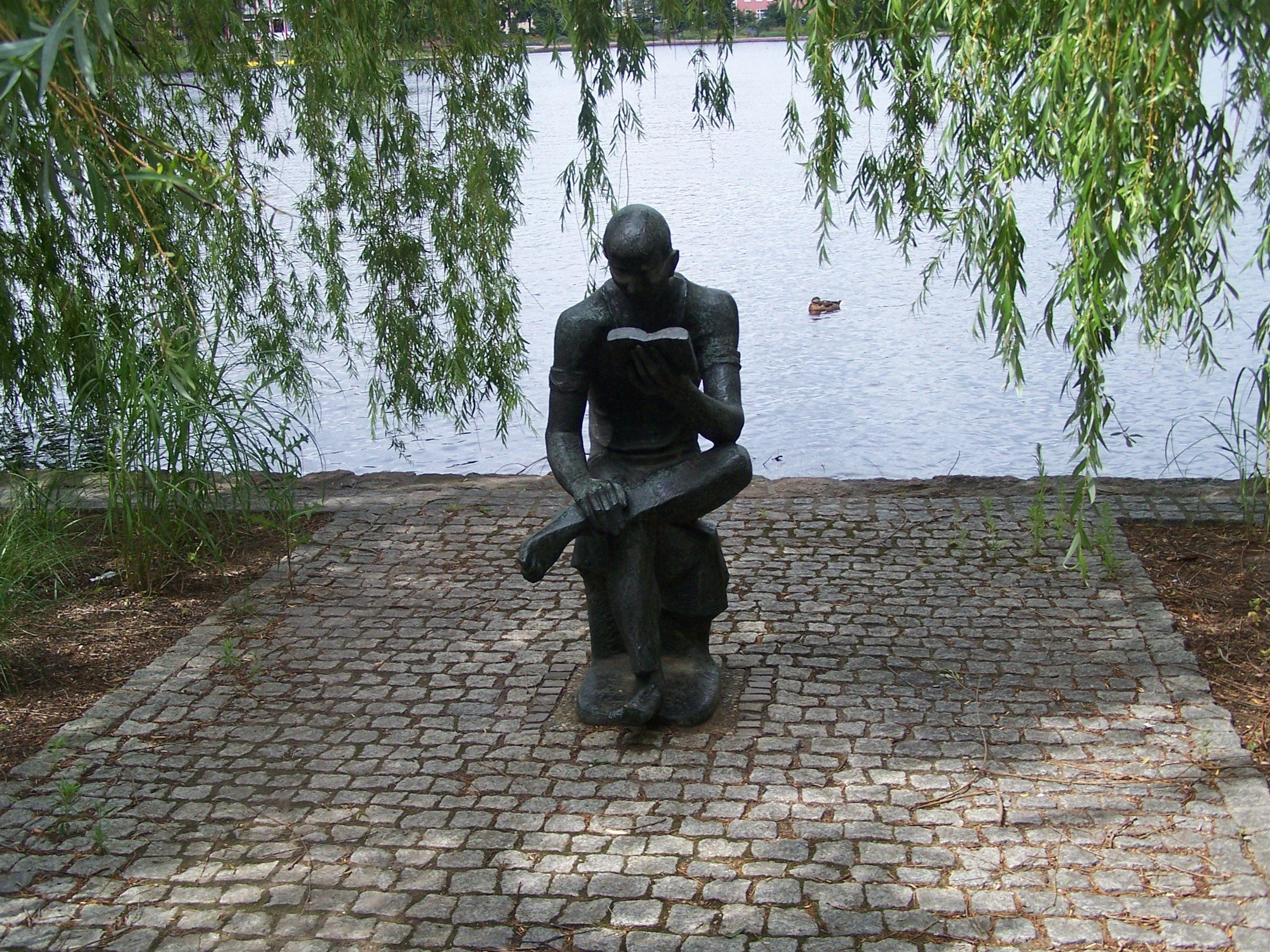
Lesender in Merseburg

1965 wurde er mit dem Händelpreis des Bezirkes Halle ausgezeichnet. 1978 wurde ihm der Vaterländische Verdienstorden in Bronze und 1984 in Gold verliehen.

## Einzelausstellungen seit der deutschen Wiedervereinigung (mutmaßlich unvollständig)
- 1996: Seeheim-Jugenheim
- 2007: Merseburg, Willi-Sitte-Galerie (mit Gudrun Wetzel)
- 2007: Bad Frankenhausen